# 圣母圣名圣殿主教座堂

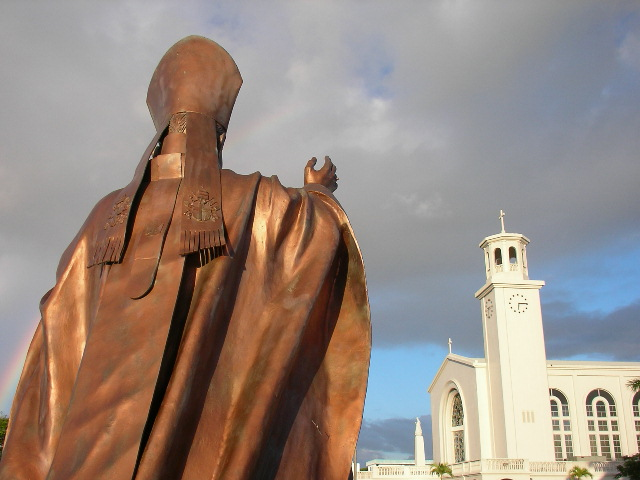
圣母圣名圣殿主教座堂面对着教宗若望·保禄二世的塑像。

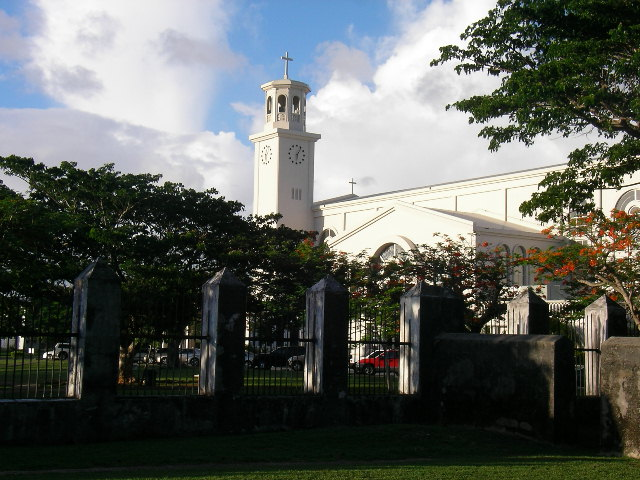
从阿加尼亚的Plaza de Espana远望圣殿。

圣母圣名圣殿主教座堂（Dulce Nombre de Maria Cathedral Basilica）是一座天主教教堂，坐落于关岛首座天主教堂的基址上。关岛的首座天主教堂是在教士迪亚哥·路易斯·德·桑·维多利亚的指导下建于1669年。现在的圣殿建筑隐现于棕榈树林中，是阿加尼亚众所周知的地标。

## 历史
圣殿的前身是一座礼拜堂（chapel，或称capilla），用粗糙的圆木作架，聂帕棕榈树作茅草屋顶，建在Plaza de España周围。这座教堂被众多行政机关建筑所环绕，成为一个焦点。在迪亚哥·路易斯·德·桑·维多利亚的指导下，并在阿加尼亚的查莫罗人帮助下，该教堂于1669年2月2日举行了落成仪式。女王玛丽亚·安娜资助了300比索，阿加尼亚的柯普哈酋长提供了土地。1670年，一幢更为永久性的建筑树立起来。该建筑是采用毛石工程（mamposteria）技术以珊瑚石构筑，自此结构基础上渐渐构筑起整个主教座堂。此种结构内部是用伊菲尔木（ifil wood）构筑的墙、天花板和地面。后墙上的湿壁画（fresco）画的是圣母升天。最初的主教座堂在夺取关岛的炮击中被毁。
根据历史学家Benigno Palomo的研究，1669年，西班牙士兵和传教士们的一项主要任务就是提升“天主教信仰”，并且“居住在岛屿和陆地上的此等人民，你将要且必须要使他们皈依天主教”，这来自教宗亚历山大六世发表的分割法案（Bill of Partition）。
其他地方如离Umatac很近的Funa、Tepungan by Asan、Ritidian、Tarrague、Dededo、Orote也建起了教堂。起初，其中很多教堂都被查莫罗人摧毁了，因为他们想恢复他们的独立。其他是被自然原因摧毁的。年深日久后，查莫罗人逐渐接受了西班牙人的信仰并将其实为他们自己的信仰。
时光流逝，村庄生活已围绕教堂展开。仪式包括出生仪式，成年仪式，结婚仪式以及丧葬仪式都是围绕教堂举行的。
战前关岛有9座教堂和22座礼拜堂。礼拜堂是村庄之间很小的圣所，在这里正在外出或还家的长途旅行者可以进行私人祈祷。所有这些都毁于二战，除了Umatac的San Dionisio教堂，Inarajan的San Jose教堂，以及Yona的San Francisco教堂。

## 今日
毁于战争的教堂被重建起来，并有新教堂建立。
教堂内有卡玛伦圣母（西班牙语：Santa María de Kamalen；英语：Santa Marian Kamalen）的雕像，该像是在17世纪被一位渔民发现漂浮在海上从而捡到的。在教堂的祭坛旁边是教堂神父们的葬地。在原先阿加尼亚第一座教堂附近埋葬着数位matua，或称查莫罗人中的高层人士，比如Maga'lahi Ke'puha。如世界其他地方的主教座堂一样，也拥有宗教文物真十字架的一片。